# グッド・バイ・マイ・ラブ
「グッド・バイ・マイ・ラブ」（Good bye My Love）は、日本の歌手アン・ルイスの5枚目のシングル。1974年4月5日にビクターレコードから発売された。
1989年の坂上香織によるカバー作品（タイトル表記は「グッドバイ・マイ・ラブ」）、2006年に発売された福田沙紀によるカバー作品など、後年他の歌手によるカバーがいくつかあり、本項ではオリジナルバージョン、カバーバージョンの両方について解説する。

## アン・ルイス バージョン

### 概要
表題曲は平尾昌晃が作った流麗なメロディに、なかにし礼が美しい言葉を用いた詞を乗せ、アン・ルイスが甘いヴォーカルで切々と歌ったバラード曲。アンにとって初のヒット・シングルとなった。間奏部分に英語のセリフがある。当時のアンは、アイドル路線で売り出していた。
のちにテレサ・テンもカバーしている。とりわけアジアにおいてはテレサの歌声で広く親しまれている楽曲であり、1996年製作の香港映画『ラヴソング』でも、テレサによる中国語版が使用された。
この他、1990年の日本映画『ゴールドラッシュ』（監督：和泉聖治、主演：大友康平）の劇中で南野陽子が歌っている。

### 収録曲
| 全作詞: なかにし礼、全作曲: 平尾昌晃、全編曲: 竜崎孝路。 |                              |            |            |      |
| #                                                        | タイトル                     | 作詞       | 作曲・編曲 | 時間 |
| 1.                                                       | 「グッド・バイ・マイ・ラブ」 | なかにし礼 | 平尾昌晃   | 3:25 |
| 2.                                                       | 「暗くなるまで待って」       | なかにし礼 | 平尾昌晃   | 3:07 |
| 合計時間:                                                | 合計時間:                    | 6:32       |            |      |

## カバー

### 坂上香織バージョン
「グッドバイ・マイ・ラブ」は、坂上香織の4作目のシングルである。東芝EMI / EASTWORLDから1989年7月26日に発売された。

#### 解説
打ち込みで構成されているため、デジタルな仕上がりのサウンドである。イントロ部分が異なり、また途中の英語のセリフがカットされるなど、アン・ルイスのオリジナルとは異なっている。
坂上は発表当時はまだ14歳（中学3年生）であったが、当作発売日3日後に15歳の誕生日を迎えた。

#### 収録曲
| #         | タイトル                     | 作詞       | 作曲         | 編曲      | 時間 |
| --------- | ---------------------------- | ---------- | ------------ | --------- | ---- |
| 1.        | 「グッド・バイ・マイ・ラブ」 | なかにし礼 | 平尾昌晃     | 大谷和夫  | 3:43 |
| 2.        | 「もう一度振り向いて」       | 松本隆     | 井上ヨシマサ | 船山基紀  | 4:44 |
| 合計時間: | 合計時間:                    | 合計時間:  | 合計時間:    | 合計時間: | 8:27 |

| 全作詞: 松本隆。 |                                                    |            |              |          |      |
| #                | タイトル                                           | 作詞       | 作曲         | 編曲     | 時間 |
| 1.               | 「グッド・バイ・マイ・ラブ」(歌入り)               | なかにし礼 | 平尾昌晃     | 大谷和夫 | 3:43 |
| 2.               | 「グッド・バイ・マイ・ラブ」(オリジナル・カラオケ) | 松本隆     |              |          | 3:43 |
| 3.               | 「もう一度振り向いて」(歌入り)                     | 松本隆     | 井上ヨシマサ | 船山基紀 | 4:44 |
| 4.               | 「もう一度振り向いて」(オリジナル・カラオケ)       | 松本隆     |              |          | 4:44 |
| 合計時間:        | 合計時間:                                          | 合計時間:  | 合計時間:    | 16:54    |      |

#### 収録作品
アルバム
| 楽曲                                | アルバム                       | 発売日         | 備考             |
| ----------------------------------- | ------------------------------ | -------------- | ---------------- |
| グッド・バイ・マイ・ラブ            | 『ベストナウ』                 | 1990年11月24日 | ベストアルバム   |
| グッド・バイ・マイ・ラブ            | 『ゴールデン☆ベスト 坂上香織』 | 2003年3月19日  | ベストアルバム   |
| グッドバイ・マイ・ラブ (VERSION II) | 『夏休み』                     | 1989年8月9日   | カバー・アルバム |
| もう一度振り向いて                  | 『ベストナウ』                 | 1990年11月24日 | ベストアルバム   |
| もう一度振り向いて                  | 『ゴールデン☆ベスト 坂上香織』 | 2003年3月19日  | ベストアルバム   |

### 松崎しげるバージョン
「グッド・バイ・マイ・ラブ」は、松崎しげるの33作目のシングルである。

#### 収録曲
| #         | タイトル                                           | 作詞       | 作曲      | 編曲      | 時間  |
| --------- | -------------------------------------------------- | ---------- | --------- | --------- | ----- |
| 1.        | 「グッド・バイ・マイ・ラブ」                       | なかにし礼 | 平尾昌晃  | 山口龍夫  | 4:24  |
| 2.        | 「SENTIMENTAL」                                    | 古賀勝哉   | 羽場仁志  | 杉山正明  | 5:34  |
| 3.        | 「グッド・バイ・マイ・ラブ」(オリジナル・カラオケ) |            |           |           | 4:24  |
| 合計時間: | 合計時間:                                          | 合計時間:  | 合計時間: | 合計時間: | 14:22 |

#### タイアップ
| # | 曲名                         | タイアップ                                            | 出典  |
| - | ---------------------------- | ----------------------------------------------------- | ----- |
| 1 | 「グッド・バイ・マイ・ラブ」 | ノエビア“コスメティック ルネッサンス”CMイメージソング | [ 4 ] |
| 2 | 「SENTIMENTAL」              | ビデオ映画『まるごし刑事』テーマ曲                    |       |

### 福田沙紀バージョン
「グッド・バイ・マイ・ラブ」は、福田沙紀の4作目のシングルである。

#### 解説
イントロ部分が異なり、また途中の英語のセリフがカットされるなど、坂上同様にアン・ルイスのオリジナルとは曲調が異なっている。

#### 収録曲
| #         | タイトル                                   | 作詞       | 作曲       | 編曲      | 時間  |
| --------- | ------------------------------------------ | ---------- | ---------- | --------- | ----- |
| 1.        | 「グッド・バイ・マイ・ラブ」               | なかにし礼 | 平尾昌晃   | 吉川慶    | 4:54  |
| 2.        | 「翼をください」                           | 山上路夫   | 村井邦彦   | Koma2 Kaz | 3:56  |
| 3.        | 「春夏秋冬」                               | 泉谷しげる | 泉谷しげる | 鈴木健治  | 3:20  |
| 4.        | 「グッド・バイ・マイ・ラブ」(Instrumental) |            |            |           | 4:53  |
| 合計時間: | 合計時間:                                  | 合計時間:  | 合計時間:  | 合計時間: | 17:03 |

#### タイアップ
| # | 曲名                         | タイアップ                                             | 出典  |
| - | ---------------------------- | ------------------------------------------------------ | ----- |
| 1 | 「グッド・バイ・マイ・ラブ」 | フジテレビ系『不信のとき〜ウーマン・ウォーズ〜』挿入歌 | [ 6 ] |
| 3 | 「春夏秋冬」                 | テレビ朝日系『恋愛百景』エンディング･テーマ            |       |

### 舞台劇・映画『くちづけ』に関連するカバー
日本の劇団・東京セレソンデラックスが2010年に初演した舞台劇『くちづけ』の主題歌として、のあのわによるカバー・バージョンが使用された。楽曲CDは会場限定発売のみでリリースされた。
2013年には上記舞台劇を原作とした同名映画が堤幸彦監督で製作され、5月25日に公開された。こちらでは熊谷育美によるカバーが主題歌として起用されている。

### その他のカバー
グッド・バイ・マイ・ラブ
- パトリシア - アルバム『終着駅〜グッドバイ・マイ・ラブ』（1974年発売）収録 - フランス語詞によるカバー
- 小泉今日子 - アルバム『No.17』（1990年7月21日発売）収録
- 森恵 - カバーアルバム『Grace of the Guitar』（2013年10月16日発売）収録
- 真心ブラザーズ - カバーアルバム『PACK TO THE FUTURE』（2015年10月7日発売）収録。
- 酒井法子 - ミニアルバム『Truth〜飛べない鳥よ〜』（2015年11月11日発売）収録。
- 田村芽実 - DVD『CLIP&COVERS』（2020年4月8日発売）収録
- 上白石萌音 -カバーアルバム『あの歌-1-』（2021年6月23日発売）収録